# سده دوازدهم میلادی
سدهٔ ۱۲ میلادی یا قرن دوازدهم میلادی، در تقویم گریگوری به فاصلهٔ سال‌های ۱۱۰۱ تا ۱۲۰۰ میلادی گفته می‌شود. این سده بخشی از قرون وسطی به حساب می‌آید.
| سده‌ها: | سده ۱۱ - سده ۱۲ - سده ۱۳                          |
| دهه‌ها: | ۱۱۰۰ ۱۱۱۰ ۱۱۲۰ ۱۱۳۰ ۱۱۴۰ ۱۱۵۰ ۱۱۶۰ ۱۱۷۰ ۱۱۸۰ ۱۱۹۰ |

## شخصیت‌ها
- صلاح‌الدین ایوبی
- خیام شاعر ایرانی
- چنگیزخان مغول
- فیلیپ دوم پادشاه فرانسه
- ابن رشد فیلسوف مسلمان

## نوآوریها
- معماری گوتیک در اروپا
- تأسیس دانشگاه در کشورهای اروپایی

## دهه‌ها و سال‌ها
‎